# Electrophaes albocrenata
Electrophaes albocrenata är en fjärilsart som beskrevs av Curtis 1826. Electrophaes albocrenata ingår i släktet Electrophaes och familjen mätare. Inga underarter finns listade i Catalogue of Life.